# 옥계중학교 (경북)
옥계중학교(玉溪中學校)는 대한민국 경상북도 구미시 거의동에 있는 공립 중학교이다.

## 학교 연혁
- 2000년 2월 28일 : 옥계중학교 설립인가(36학급)
- 2001년 2월 23일 : 본관 3층, 별관 2층 준공
- 2001년 3월 1일 : 초대 이형용 교장 취임
- 2001년 3월 5일 : 제1회 신입생 입학(190명)
- 2001년 11월 17일 : 학교건물 완공(본관 지하 1층 지상 4층, 별관 4층)
- 2004년 2월 14일 : 제1회 졸업식(184명)
- 2023년 9월 1일 : 제11대 정다연 교장 취임
- 2024년 1월 4일 : 제21회 졸업식(245명) 누계 6,310명
- 2024년 3월 4일 : 제24회 입학(281명)

## 참고 자료
- 옥계중학교 - 한국교육학술정보원 학교알리미